# Louis Lougen
O. Louis Lougen (ur. 1952 w Buffalo) – amerykański duchowny, generał misjonarzy oblatów od 2010.

## Dzieciństwo i seminarium
Ojciec Lougen urodził się w Buffalo w stanie Nowy Jork w 1952 roku. Tam spotkał misjonarzy oblatów jako uczeń gimnazjum im. Biskupa Neumanna w Buffalo, po czym wstąpił do junioratu w Newburgh w 1970 roku. Swoje pierwsze śluby złożył w nowicjacie w Godfrey, Illinois. Od 1973 roku kontynuował swoją pierwszą formację u oblatów na uniwersytecie w Waszyngtonie w celu uzyskania bakalaureatu z filozofii i tytułu magistra teologii. Złożył śluby wieczyste w Newburgh w 1976 roku.

## Misjonarz
Po przyjęciu święceń diakonatu w 1978 roku, służył przez 6 miesięcy w Brazylii. Po przyjęciu święceń kapłańskich, w Waszyngtonie w 1979 roku, wrócił do Brazylii, gdzie w dawnej prowincji São Paulo, pracował kolejno w kilku parafiach jako proboszcz, następnie dyrektor prenowicjatu i mistrz nowicjatu. W ramach formacji stałej, ojciec Lougen przeszedł 5 letni program dla formatorów. Został wybrany do Rady Prowincji São Paulo na trzy kadencje, służąc jako radny w latach 1985–1994.

## Superior i Generał
Po powrocie do Stanów Zjednoczonych w 1996 r., ojciec Lougen pracował jako asystent dyrektora prenowicjatu i proboszcza parafii Holy Angels w Buffalo. Był także mistrzem nowicjatu w Godfrey, Illinois od 2002.
W 2005 r. został wybrany na stanowisko Prowincjała Prowincji Stanów Zjednoczonych. A w dniu swoich 58 urodzin 28 września 2010 podczas XXXV Kapituły Generalnej Zgromadzenia Misjonarzy Oblatów Maryi Niepokalanej został wybrany na 13 z kolei Superiora Generalnego, była to jego pierwsza kadencja na tym stanowisku. Zastąpił na tym miejscu o. Wilhelma Stecklinga. Zakończył pełnienie urzędu 29 września 2022 roku. Jego następcą został o. Luis Ignacio Rois Alonso OMI.